# Pittsburg megye
Pittsburg megye az Amerikai Egyesült Államokban, azon belül Oklahoma államban található. Megyeszékhelye McAlester, legnagyobb városa McAlester. Lakosainak száma 43 773 fő (2020. április 1.). Pittsburg megye McIntosh, Atoka, Haskell, Latimer, Pushmataha, Coal és Hughes megyékkel határos.

## Népesség
A megye népességének változása:
| Lakosok száma | 45 805 | 45 657 | 45 035 | 44 703 | 44 610 | 43 773 |
|               | 2010   | 2011   | 2012   | 2013   | 2015   | 2020   |